# Kutschbach (Glockengießer)
Kutschbach ist der Name einer Glockengießerfamilie, die im 18. Jahrhundert tätig war. Standorte waren Eisenach und Burghaun. Der Name Kutschbach wurde zwischen 1743 und 1800 in Hessen, Thüringen und Bayern als Inschrift auf bisher 80 Glocken nachgewiesen.
Glocken wurden u. a. geliefert nach:
- Mihla (?)[2]
- 1743 Lauterbach († 1942)[3]
- 1746 Schorbach (Schlagton f2)
- 1747 Schlitz, Evangelische Stadtkirche (Schlagton zwischen g1 und as1)
- 1749 Ober-Wegfurth[1]
- 1751 Bodes (noch vorhanden?)
- 1752 Barchfeld
- 1752 Lauterbach[3]
- 1754 Eitra (Schlagton a2, ausrangiert, steht seit 1965 in der Kirche)
- 1764 Ober-Wegfurth[1]
- 1764 Ober-Seemen (Schlagton des2)
- 1767 Breitau (Sontra) (Schlagton h1)
- 1772 Münster (Laubach) (gemeinsam mit Johann Philipp Bach)
- 1774 Bodes († 1942)
- 1776 Scherbda[4]
- 1777 Petersberg (Bad Hersfeld) (Schlagton cis2)
- 1777 Schlitz[5]
- 1778 Ützhausen[5][6]
- 1783 Fulda, Katholische Stadtpfarrkirche St. Blasius (Schlagton fis2)
- 1791 Bad Zwesten (zweimal, Schlagtöne as1 und c2)
- 1794 Obergrenzebach (Schlagton fis2)